# Едемский, Александр Григорьевич
Александр Григорьевич Едемский (4 ноября 1913 года, деревня Заболотье, Шенкурский уезд, Архангельская губерния — 3 марта 1983 года, Рига, Латвийская ССР) — капитан-директор большого морозильного рыболовного траулера «Валерий Быковский» Рижской базы рефрижераторного рыболовного флота, Латвийская ССР. Герой Социалистического Труда (1965).

## Биография
Родился в 1913 году в многодетной крестьянской семье в деревне Заболотье Шанкунского уезда Архангельской губернии (другие наименования — Заболота, Ассигнеевская; в настоящее время не существует). Во время коллективизации его родители были репрессированы как кулаки и отправлены в ссылку в Автономную область Коми. С октября 1932 года — засольщик на рыболовном траулере РТ-59 Мурманского тралового флота, с 1933 года — помощник тралмейстера, тралмейстер на траулере РТ-16 «Ленин». В 1936 году обучался на годичных курсах штурманов. С июня 1937 года — второй помощник капитана на траулере Р-23 «Чайка» Мурманского тралового флота. После окончания в 1940 году годичных курсов штурманов малого плавания трудился старшим помощником капитана траулера РТ-19 «Коминтерн».
С июня 1941 года участвовал в Великой Отечественной войне. Воевал рядовым на Северном флоте на сторожевом корабле, переоборудованным из рыболовного траулера РТ-38 «Мгла». В последующие годы воевал в составе 82-й морской стрелковой бригады в звании младшего лейтенанта, с лета 1943 года — командир роты автоматчиков 82-й морской стрелковой бригады 68-й Армии Западного фронта. В августе 1943 года получил тяжёлое ранение в ногу, после которого находился на излечении в госпитале. В феврале 1944 года признан инвалидом и демобилизован.
С апреля 1944 года по сентябрь 1944 года — старший помощник капитана рыболовного траулера РТ-65 «Революция». Из-за инвалидности вынужден был уволиться с работы. С апреля 1946 года — старший помощник капитана рыболовного траулера РТ-36 «Большевик». В 1946 году вступил в ВКП(б). В последующие годы: капитан траулера РТ-36 (ноябрь 1946 — июль 1948), капитан РТ-16 «Ленин» (июль 1948—1951). За выдающиеся трудовые достижения был награждён в 1950 году Орденом Трудового Красного Знамени.
В 1951—1953 годах обучался на курсах штурманов дальнего плавания, после которых с февраля 1953 года трудился капитаном рыболовного траулера РТ-52. С октября 1955 года — капитан большого рыболовного траулера БМРТ — 253 «Добролюбов» Мурманского рыболовного флота. За три первые годы Шестой пятилетки (1956—1960) экипаж БМРТ — 253 «Добролюбов» под руководством Александра Едемского добыл 113,9 тысячи центнеров рыбы при плановой добыче в 88 тысяч центнеров. Экипаж шесть раз удостаивался премии Министерства рыбной промышленности СССР, ему неоднократно присваивалось переходящее Красное Знамя. В 1957 году за выдающиеся трудовые достижения был награждён вторым Орденом Трудового Красного Знамени.
С мая 1960 года командирован в Управление экспедиционного флота Управления рыбной промышленности Латвийского совнаркома для передачи опыта местным рыбакам. Был назначен капитаном БМРТ-319 «Рудольф Блауманис» и с 1963 года — капитаном БМРТ — 226 «Валерий Быковский» Рижской базы рефрижераторного рыболовного флота. Экипаж под руководством Александра Едемского добывал не менее 100 тысяч тонн рыбы в год. Указом Президиума Верховного Совета СССР от 1 октября 1965 года удостоен звания Героя Социалистического Труда «за выдающиеся заслуги, достигнутые в развитии промышленности, сельского хозяйства и науки Латвийской ССР» с вручением ордена Ленина и золотой медали Серп и Молот.
В 1969 году вышел на пенсию. Персональный пенсионер союзного значения. Будучи пенсионером, продолжал трудиться капитаном-флагманом Рижской базы тралового флота (декабрь 1970 — май 1980), капитаном подменной команды ремонтирующих судов (сентябрь 1980 — до своей кончины).
Проживал в Риге. Умер в марте 1983 года. Похоронен на кладбище Райниса в Риге.
Память
Его именем назван большой автономный траулер (БАТ «Александр Едемский») Рижской базы тралового и рефрижераторного флота «Запрыба» (построен в 1986 году на Черноморском судостроительном заводе в Николаеве, Украинская ССР). В 2001 году судно продано в собственность ОАО «Атланттралфлот», Калининград.
Награды и звания
- Герой Социалистического Труда
- Орден Ленина
- Орден Красной Звезды (09.08.1943)
- Орден Трудового Красного Знамени — дважды (11.12.1950; 06.08.1957)
- Медаль «За оборону Советского Заполярья» (05.12.1944)
- Заслуженный рыбак Латвийской ССР (1965)